# アントワーヌ＝オーギュスタン・パルマンティエ

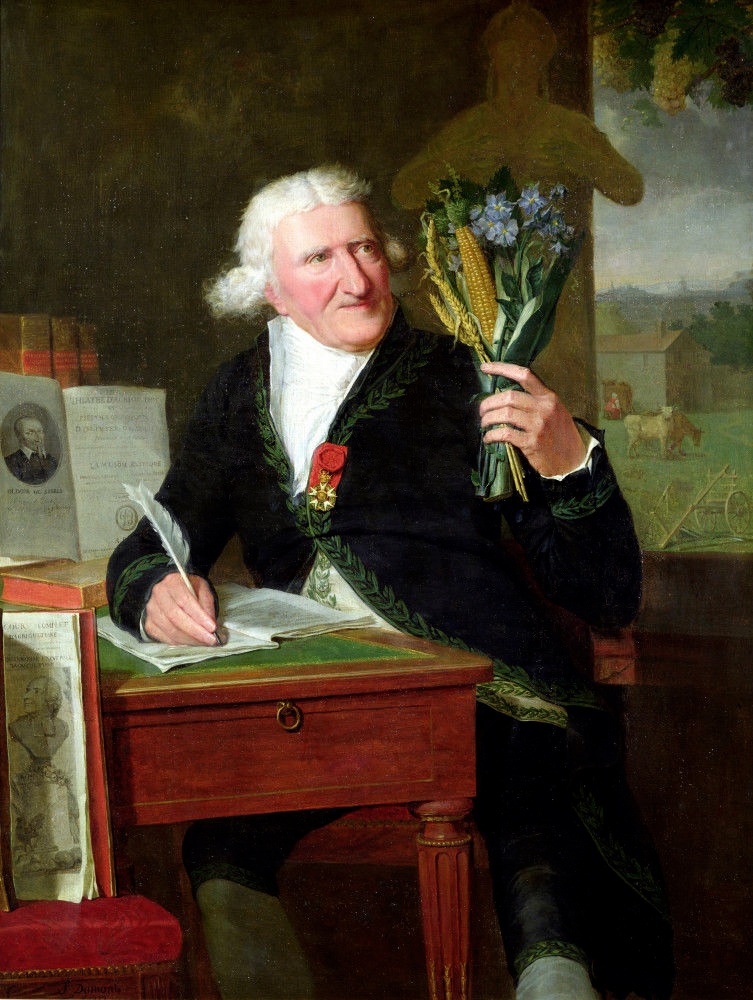
アントワーヌ＝オーギュスタン・パルマンティエ
（画）フランソワ・デュモン

アントワーヌ＝オーギュスタン・パルマンティエ（Antoine-Augustin Parmentier、1737年8月12日 – 1813年12月13日）は、フランスの薬剤師、農学者、栄養学者である。フランスやヨーロッパでのジャガイモ食用の普及や種痘接種の実施の推進で知られる。

## 生涯
モンディディエで生まれた。七年戦争で軍の衛生兵として参加した時にプロイセン軍の捕虜になり、ジャガイモを食べさせられることになった。1640年代の初めにジャガイモはヨーロッパに持ち込まれていたが、アイルランド以外では、家畜の飼料用で食用にされるのは遅れていた。しかし、17世紀末近くなるとアイスランドの火山活動が活発化したことやヨーロッパのみならず全地球上が異常ともいえる低温期に入ったこと（しかもこの異常低温は19世紀まで続き、ヨーロッパを悩ませた）などから、火山灰土のやせ地や寒い土地でも栽培できるジャガイモがヨーロッパ全土に普及していくことになり、プロイセンもその例外ではなかった。
一方でフランスでは、ハンセン病を引き起こすと考えられていたりして、1748年には議会でジャガイモの栽培を禁止する法律が作られたりしていた。1763年にパリに戻った後、栄養学的研究を行い、ブザンソンのアカデミーが募集した赤痢患者の栄養食のコンテストにジャガイモを提案し、1777年に賞を得た。パルマンティエの努力で、パリ大学の医学部は1772年にジャガイモの食用を承認したが、抵抗は続き、薬剤師として働いていた病院の試験農場での使用を禁じられ、病院に苦情が寄せられた。
パルマンティエは、ベンジャミン・フランクリンやアントワーヌ・ラヴォアジエなどの有名人を夕食会に招いてジャガイモ料理を出したり、王や王妃にジャガイモの花束を贈るなどの広報活動を行ない、ジャガイモの畑をわざわざ昼間は兵士に護衛させ、夜は兵を引き上げさせて、興味を持たせて盗ませる、などの方法でジャガイモを広めた。1785年に不作の年にフランス北部でジャガイモによって飢饉を逃れたことが、フランスにジャガイモが広まる契機となり、パリ・コミューンの包囲戦での飢餓に対するために用いられたことによって、フランスにジャガイモ料理は定着した。
フランスの家庭料理の牛ひき肉とじゃがいもの重ね焼きは、アッシ・パルマンティエ（hachis Parmentier）などジャガイモ料理にパルマンティエの名前が残されている。